# Mazeyrat-d’Allier
Mazeyrat-d’Allier ist eine französische Gemeinde mit 1.426 Einwohnern (Stand: 1. Januar 2022) im Département Haute-Loire in der Region Auvergne-Rhône-Alpes; sie gehört zum Arrondissement Brioude und ist Teil des Kantons Pays de Lafayette.

## Geographie
Mazeyrat-d’Allier liegt etwa 29 Kilometer westnordwestlich von Le Puy-en-Velay. Durch die Gemeinde fließt der Allier sowie sein Zufluss Malgascon. Umgeben wird Mazeyrat-d’Allier von den Nachbargemeinden Couteuges im Norden und Nordwesten, Saint-Georges-d’Aurac im Norden, Vissac-Auteyrac im Osten, Saint-Arcons-d’Allier im Süden und Südosten, Langeac im Süden und Südwesten, Aubazat im Westen sowie Cerzat im Nordwesten.

## Bevölkerungsentwicklung
| Jahr                       | 1962 | 1968 | 1975 | 1982 | 1990 | 1999 | 2006 | 2018 |
| Einwohner                  | 537  | 454  | 1079 | 1089 | 1153 | 1228 | 1468 | 1462 |
| Quellen: Cassini und INSEE |      |      |      |      |      |      |      |      |

## Sehenswürdigkeiten
- Dolmen Las Tombas de las Fées
- Kirche Saint-Privat in Reilhac, im 11./12. Jahrhundert errichtet, seit 1949 Monument historique
- Schloss Cluzel, Monument historique

## Persönlichkeiten
- François-Claude-Amour de Bouillé (1739–1800), General